# 微擾理論 (量子力學)
量子力學的微擾理論（perturbation theory）引用一些數學的微扰理论的近似方法於量子力學。當遇到比較複雜的量子系統時，這些方法試著將複雜的量子系統簡單化或理想化，變成為有精確解的量子系統，再應用理想化的量子系統的精確解，來解析複雜的量子系統。微扰理论从可以获得精确解或易于得到近似解的相对简单体系出发，在這簡單系統的哈密頓量(Hamiltonian)裏，加上一個很弱的微擾，變成了較複雜系統的哈密頓量。假若這微擾不是很大，複雜系統的許多物理性質（例如，能級，量子態）可以表達為簡單系統的物理性質加上一些修正。這樣，從研究比較簡單的量子系統所得到的知識，可以進而研究比較複雜的量子系統。
微擾理論可以分為兩類，不含時微擾理論(Time-independent perturbation theory)與含時微擾理論(Time-dependent perturbation theory)。在不含時微擾理論中，哈密顿量的微扰项不显含時間；而含時微擾理論的微擾哈密頓量含時間，詳見含時微擾理論。本篇文章只講述不含時微擾理論。此後凡提到微擾理論，皆指不含時微擾理論。

## 微擾理論應用
微擾理論是量子力學的一個重要的工具。因為，物理學家發覺，甚至對於中等複雜度的哈密頓量，也很難找到其薛定谔方程（Schrödinger Equation) 的精確解。物理學家所知道的就只有幾個量子模型有精確解，像氫原子、量子諧振子、與盒中粒子。這些量子模型都太過理想化，無法適當地描述大多數的量子系統。應用微擾理論，可以將這些理想的量子模型的精確解，用來生成一系列更複雜的量子系統的解答。例如，通過添加一個微擾的電位於氫原子的哈密頓量，可以計算在電場的作用下，氫原子譜線產生的微小偏移（參閱斯塔克效應(Stark's effect)）。又如，在哈密顿量中引入磁场的微扰，即可以解释塞曼效应（Zeeman's effect)。
應用微擾理論而得到的解答並不是精確解，但是，這方法可以計算出相當準確的解答。假若使展開的參數{\displaystyle \lambda }變得非常的小，得到的解答會很準確。通常，解答是用有限數目的項目的{\displaystyle \lambda }的冪級數來表達。

## 歷史
埃爾溫·薛定谔在創立了奠定基石的量子波力學理論後，經過短短一段時間，於1926年，他又在另一篇論文裏，發表了微擾理論。在這篇論文裏，薛定谔提到約翰·斯特拉特，第三代瑞利男爵先前的研究。瑞利勳爵曾經在弦的諧振動的微擾研究，得到突破性的結果。現今，微擾理論時常又被稱為瑞利-薛定谔微擾理論。

## 一階修正
設想一個不含時間的零微擾哈密頓量{\displaystyle H_{0}}，有已知的本徵值能級{\displaystyle E_{n}^{(0)}}和已知的本徵態{\displaystyle |n^{(0)}\rangle }。它們的關係可以用不含時薛丁格方程式表達為
{\displaystyle H_{0}|n^{(0)}\rangle =E_{n}^{(0)}|n^{(0)}\rangle \quad ,\quad n=1,2,3,\cdots }。
為了簡易起見，假設能級是離散的。上標{\displaystyle (0)}標記所有零微擾系統的物理量與量子態。
現在添加一個微擾於哈密頓量。讓微擾{\displaystyle V}代表一個很微弱的物理擾動，像外場產生的位能。設定{\displaystyle \lambda }為一個無因次的參數。它的值可以從{\displaystyle 0}變化到{\displaystyle 1}。含微擾哈密頓量{\displaystyle H}表達為
{\displaystyle H=H_{0}+\lambda V}。
含微擾哈密頓量的能級{\displaystyle E_{n}}和本徵態{\displaystyle |n\rangle }由薛丁格方程式給出：
{\displaystyle \left(H_{0}+\lambda V\right)|n\rangle =E_{n}|n\rangle }。
在這裏，主要目標是用零微擾能級和零微擾量子態表達出{\displaystyle E_{n}}和{\displaystyle |n\rangle }。假若微擾足夠的微弱，則可以將它們寫為{\displaystyle \lambda }的冪級數：
{\displaystyle E_{n}=E_{n}^{(0)}+\lambda E_{n}^{(1)}+\lambda ^{2}E_{n}^{(2)}+\cdots }，
{\displaystyle |n\rangle =|n^{(0)}\rangle +\lambda |n^{(1)}\rangle +\lambda ^{2}|n^{(2)}\rangle +\cdots }；
其中， 
{\displaystyle E_{n}^{(k)}={\frac {1}{k!}}{\frac {d^{k}E_{n}}{d\lambda ^{k}}}}，
{\displaystyle |n^{(k)}\rangle ={\frac {1}{k!}}{\frac {d^{k}|n\rangle }{d\lambda ^{k}}}}。
當{\displaystyle \lambda =0}時，{\displaystyle E_{n}}和{\displaystyle |n\rangle }分別約化為零微擾值，級數的第一個項目，{\displaystyle E_{n}^{(0)}}和{\displaystyle |n^{(0)}\rangle }。由於微擾很微弱，含微擾系統的能級和量子態應該不會與它們的零微擾值相差太多，高階項目應該會很快地變小。
將冪級數代入薛丁格方程式，
{\displaystyle {\begin{matrix}\left(H_{0}+\lambda V\right)\left(|n^{(0)}\rangle +\lambda |n^{(1)}\rangle +\cdots \right)\qquad \qquad \qquad \qquad \\\qquad \qquad \qquad =\left(E_{n}^{(0)}+\lambda E_{n}^{(1)}+\lambda ^{2}E_{n}^{(2)}+\cdots \right)\left(|n^{(0)}\rangle +\lambda |n^{(1)}\rangle +\cdots \right)\end{matrix}}}。
展開這公式，匹配每一個{\displaystyle \lambda }齊次的項目，可以得到一組無窮級數的聯立的方程式。零次{\displaystyle \lambda }的方程式就是零微擾系統的薛丁格方程式。一次{\displaystyle \lambda }的方程式即
{\displaystyle H_{0}|n^{(1)}\rangle +V|n^{(0)}\rangle =E_{n}^{(0)}|n^{(1)}\rangle +E_{n}^{(1)}|n^{(0)}\rangle }。(1)
將{\displaystyle \langle n^{(0)}|} 內積於這方程式：
{\displaystyle \langle n^{(0)}|H_{0}|n^{(1)}\rangle +\langle n^{(0)}|V|n^{(0)}\rangle =\langle n^{(0)}|E_{n}^{(0)}|n^{(1)}\rangle +\langle n^{(0)}|E_{n}^{(1)}|n^{(0)}\rangle }。
這方程式的左手邊第一個項目與右手邊第一個項目相抵去（回憶零微擾哈密頓量是厄米算符）。這導致一階能級修正：
{\displaystyle E_{n}^{(1)}=\langle n^{(0)}|V|n^{(0)}\rangle }。
在量子力學裏，這是最常用到的方程式之一。試著解釋這方程式的內涵，{\displaystyle E_{n}^{(1)}}是系統處於零微擾狀態時，其哈密頓量微擾{\displaystyle V}的期望值。假若微擾被施加於這系統，但繼續保持系統於量子態{\displaystyle |n^{(0)}\rangle }。雖然，{\displaystyle |n^{(0)}\rangle }不再是新哈密頓量的本徵態，它仍舊是一個物理允許的量子態。施作的微擾使得這量子態的平均能量增加{\displaystyle \langle n^{(0)}|V|n^{(0)}\rangle }。可是，正確的能量修正稍微不同，因為含微擾系統的本徵態並不是{\displaystyle |n^{(0)}\rangle }。必須等待二階和更高階的能量修正，才能給出更精密的修正。
現在計算能量本徵態的一階修正{\displaystyle |n^{(1)}\rangle }。請先注意到，由於所有的零微擾本徵態{\displaystyle |k^{(0)}\rangle }形成了一個正交基，{\displaystyle |n^{(0)}\rangle }可以表達為
{\displaystyle |n^{(0)}\rangle =\sum _{k}|k^{(0)}\rangle \langle k^{(0)}|n^{(0)}\rangle }。
所以，單位算符可以寫為所有密度矩陣的總合：
{\displaystyle \sum _{k}|k^{(0)}\rangle \langle k^{(0)}|={\boldsymbol {1}}}。
應用這恆等關係，
{\displaystyle {\begin{aligned}V|n^{(0)}\rangle &=\left(|n^{(0)}\rangle \,\langle n^{(0)}|\right)V|n^{(0)}\rangle +\left(\sum _{k\neq n}|k^{(0)}\rangle \langle k^{(0)}|\right)V|n^{(0)}\rangle \\&=E_{n}^{(1)}|n^{(0)}\rangle +\sum _{k\neq n}|k^{(0)}\rangle \langle k^{(0)}|V|n^{(0)}\rangle \\\end{aligned}}}。
將這公式代入公式(1)，稍加編排，可以得到
{\displaystyle \left(E_{n}^{(0)}-H_{0}\right)|n^{(1)}\rangle =\sum _{k\neq n}|k^{(0)}\rangle \langle k^{(0)}|V|n^{(0)}\rangle }。(2)
將{\displaystyle \langle m^{(0)}|,\,m\neq n} 內積於這方程式：
{\displaystyle \langle m^{(0)}|\left(E_{n}^{(0)}-H_{0}\right)|n^{(1)}\rangle =\sum _{k\neq n}\langle m^{(0)}|k^{(0)}\rangle \langle k^{(0)}|V|n^{(0)}\rangle =\langle m^{(0)}|V|n^{(0)}\rangle }。
暫時假設零微擾能級沒有簡併。也就是說，在系統裏，抽取任意兩個不同的能量本徵態，其能級必不相等。那麼，
{\displaystyle \langle m^{(0)}|n^{(1)}\rangle ={\frac {\langle m^{(0)}|V|n^{(0)}\rangle }{\left(E_{n}^{(0)}-E_{m}^{(0)}\right)}}}。(3)
為了避免分母可能會等於零，必須設定零微擾能級沒有簡併。稍後，會講述簡併系統的解法．
由於所有的{\displaystyle |n^{(0)}\rangle }形成了一個正交基，{\displaystyle |n^{(1)}\rangle }可以表達為
{\displaystyle |n^{(1)}\rangle =\sum _{k}c_{k}|k^{(0)}\rangle }。
這總合表達式包括了{\displaystyle c_{n}|n^{(0)}\rangle }項目，假設{\displaystyle |n^{(1)}\rangle }滿足公式(2)，則對於任意變數{\displaystyle \alpha }，必定{\displaystyle |n^{(1)}\rangle +\alpha |n^{(0)}\rangle }也滿足公式(2)。設定{\displaystyle \alpha =-c_{n}}，那麼，{\displaystyle |n^{(1)}\rangle =\sum _{k\neq n}c_{k}|k^{(0)}\rangle }也滿足公式(2)。所以，
{\displaystyle |n^{(1)}\rangle =\sum _{k\neq n}\langle k^{(0)}|n^{(1)}\rangle |k^{(0)}\rangle =\sum _{k\neq n}{\frac {\langle k^{(0)}|V|n^{(0)}\rangle }{E_{n}^{(0)}-E_{k}^{(0)}}}|k^{(0)}\rangle }。(4)
對公式(4)的意義稍微解釋。含微擾能量本徵態{\displaystyle |n\rangle }的一階修正{\displaystyle |n^{(1)}\rangle }，總合了每一個零微擾能量本徵態{\displaystyle |k^{(0)}\rangle ,\,k\neq n}的貢獻。每一個貢獻項目跟{\displaystyle \langle k^{(0)}|V|n^{(0)}\rangle }成正比，是微擾作用於本徵態{\displaystyle |n^{(0)}\rangle }而產生的量子態，這量子態處於本徵態{\displaystyle |k^{(0)}\rangle }的機率幅；每一個貢獻項目又跟能量本徵值{\displaystyle E_{n}^{(0)}}與能量本徵值{\displaystyle E_{k}^{(0)}}的差值成反比，這意味的是，假若{\displaystyle E_{n}^{(0)}}附近有更多的本徵態，微擾對於量子態修正{\displaystyle |n^{(1)}\rangle }會造成更大的影響。還有，假若有任何量子態的能量與{\displaystyle |n^{0)}\rangle }的能量相同，這個表達式會變為奇異的（singular）。這就是為什麼先前設定簡併不存在。 
原本的零微擾能量本徵態滿足歸一性：
{\displaystyle \langle n^{(0)}|n^{(0)}\rangle =1}。
加上了一階修正，是否仍舊滿足歸一性？取至一階，
{\displaystyle \langle n|n\rangle =\langle n^{(0)}|n^{(0)}\rangle +\lambda \langle n^{(0)}|n^{(1)}\rangle +\lambda \langle n^{(1)}|n^{(0)}\rangle }。
可是，
{\displaystyle \langle n^{(0)}|n^{(1)}\rangle =\langle n^{(1)}|n^{(0)}\rangle =0}。
所以，答案是肯定的。取至一階，{\displaystyle |n\rangle }滿足歸一性：
{\displaystyle \langle n|n\rangle =1}。

## 二階與更高階修正
使用類似的程序，可以找出更高階的修正，雖然現在採用的這種表述，會使計算變得相當的冗長。取至二階，能量本徵值與歸一化的本徵態分別為
{\displaystyle E_{n}=E_{n}^{(0)}+\langle n^{(0)}|V|n^{(0)}\rangle +\sum _{k\neq n}{\frac {|\langle k^{(0)}|V|n^{(0)}\rangle |^{2}}{E_{n}^{(0)}-E_{k}^{(0)}}}+\cdots }，
{\displaystyle |n\rangle =|n^{(0)}\rangle +\sum _{k\neq n}|k^{(0)}\rangle {\frac {\langle k^{(0)}|V|n^{(0)}\rangle }{E_{n}^{(0)}-E_{k}^{(0)}}}+\sum _{k\neq n}\sum _{\ell \neq n}|k^{(0)}\rangle {\frac {\langle k^{(0)}|V|\ell ^{(0)}\rangle \langle \ell ^{(0)}|V|n^{(0)}\rangle }{(E_{n}^{(0)}-E_{k}^{(0)})(E_{n}^{(0)}-E_{\ell }^{(0)})}}}
{\displaystyle -\sum _{k\neq n}|k^{(0)}\rangle {\frac {\langle n^{(0)}|V|n^{(0)}\rangle \langle k^{(0)}|V|n^{(0)}\rangle }{(E_{n}^{(0)}-E_{k}^{(0)})^{2}}}-{\frac {1}{2}}\sum _{k\neq n}|n^{(0)}\rangle {\frac {\langle n^{(0)}|V|k^{(0)}\rangle \langle k^{(0)}|V|n^{(0)}\rangle }{(E_{k}^{(0)}-E_{n}^{(0)})^{2}}}}。
繼續延伸這程序，三階能量修正可以計算出來：
{\displaystyle E_{n}^{(3)}=\sum _{k\neq n}\sum _{m\neq n}{\frac {\langle n^{(0)}|V|m^{(0)}\rangle \langle m^{(0)}|V|k^{(0)}\rangle \langle k^{(0)}|V|n^{(0)}\rangle }{\left(E_{m}^{(0)}-E_{n}^{(0)}\right)\left(E_{k}^{(0)}-E_{n}^{(0)}\right)}}}
{\displaystyle -\langle n^{(0)}|V|n^{(0)}\rangle \sum _{m\neq n}{\frac {|\langle n^{(0)}|V|m^{(0)}\rangle |^{2}}{\left(E_{m}^{(0)}-E_{n}^{(0)}\right)^{2}}}}。

## 簡併
假設兩個以上的能量本徵態是簡併的，也就是說，它們的能量本徵值相同，則其一階能量修正不是良好定義的（well-defined），因為沒有唯一方法來確定一個零微擾本徵態正交基。一階本徵態修正的計算也會遇到嚴峻的問題，因為假若本徵態{\displaystyle |n^{(0)}\rangle }與本徵態{\displaystyle |k^{(0)}\rangle }是簡併的，則公式(3)的分數內的分母{\displaystyle E_{n}^{(0)}-E_{k}^{(0)}=0}，這造成公式(4)無解。
對於某個能級{\displaystyle E_{n}^{(0)}}，將其所有簡併的量子態生成的子空間標記為{\displaystyle D}。藉著選擇生成本徵態的不同的線性組合，可以為{\displaystyle D}構造一個不同的正交基。含微擾系統的量子態可以表達為
{\displaystyle |n\rangle =\sum _{k\in D}\alpha _{nk}|k^{(0)}\rangle +\lambda |n^{(1)}\rangle }；
其中，{\displaystyle \alpha _{nk}}是常數。
對於一階微擾，必須在簡併子空間{\displaystyle D}內，同時與近似地計算，哈密頓量微擾對於每一個簡併的本徵態的作用：
{\displaystyle V|n^{(0)}\rangle =\epsilon _{n}|n^{(0)}\rangle ,\qquad \forall \;|n^{(0)}\rangle \in D}；
其中，{\displaystyle \epsilon _{n}}是微擾所造成的能級分裂
這是一個本徵值問題，等價於對角化以下矩陣：
{\displaystyle {\begin{bmatrix}&\cdots &\\\vdots &\langle k^{(0)}|V|l^{(0)}\rangle &\vdots \\&\cdots &\end{bmatrix}}={\begin{bmatrix}&\cdots &\\\vdots &V_{kl}&\vdots \\&\cdots &\end{bmatrix}},\qquad \forall \;|k^{(0)}\rangle ,|l^{(0)}\rangle \in D}。
通常，簡併能量的分裂{\displaystyle \epsilon _{n}}可以在實驗中被測量出來。雖然，與簡併量子態的能級本身相比，分裂值可能很小，但這對了解諸如精細結構、核磁共振等物理現象，仍然是非常重要的。
別的不簡併本徵態造成的修正也可以用不簡併方法找到：
{\displaystyle \left(E_{n}^{(0)}-H_{0}\right)|n^{(1)}\rangle =\sum _{k\not \in D}\langle k^{(0)}|V|n^{(0)}\rangle |k^{(0)}\rangle }。
當作用於{\displaystyle D}以外的本徵態時，這方程式左手邊的算符並不奇異（singular）。所以，這方程式可以寫為
{\displaystyle |n^{(1)}\rangle =\sum _{k\not \in D}{\frac {\langle k^{(0)}|V|n^{(0)}\rangle }{E_{n}^{(0)}-E_{k}^{(0)}}}|k^{(0)}\rangle }。
近簡併量子態也應該使用前面講述的方法來解析，因為，在近簡併量子態的子空間內，能級的相差很可能是微擾的量級。近自由電子模型是一個標準案例，即便是對於很小的微擾，正確的近簡併計算也能給出能隙。

## 參閱
- 斯塔克效應
- 塞曼效應
- 自旋-軌道作用
- 精細結構
- 超精細結構
- 蘭姆位移

## 外部連結
- 圣地牙哥加州大学物理系量子力学視聽教學：微擾理論